# Mai Gotō (actriță)
Mai Gotō (後藤麻衣 Gotō Mai?) (n. 16 octombrie 1972) este o actriță japoneză și un gravure idol.

## Filmografie

### Filme
- Ichi the Killer (2001) ca Sailor